# Jobriath
Jobriath (Boone) var artisnamnet för Bruce Wayne Campbell, född 1946 i USA död 1983, som var en amerikansk glamrockartist.
Jobriath blev uppmärksammad för sin roll i första uppsättningen av musikalen Hair på Aquarius Theatre i New York. Han lanserades som den första öppet homosexuelle rockstjärnan och David Bowies farligaste konkurrent.
Jobriaths musik är ömsom hård och rå, ömsom symfonisk och ömsint med smak av Hollywoodfilm, varieté och barock. Som grund ligger ofta flygelpiano, sången är ofta mjuk med skarpa kontraster av vulgaritet, uppbackad av heta sologitarrer, orglar och några doaflickor med extrema arrangemang. Texterna handlar om allt från fallande glamourstjärnor till livet som manlig hora.
Jobriaths två album, "Jobriath/I'm a true fairy" 1973 och "Creatures of the street" 1974 var uppmärksammade musikproduktioner, men han lyckades ändå inte locka någon större publik.
Producenten Jerry Brandt hoppade av när han inte lyckats få den succé han hade hoppats på. Jobriath började därför uppträda med artistnamnet Cole Berlin, eftersom han var bunden till ett 10-årigt kontrakt och följaktligen inte kunde spela in någon ny musik. Jobriath levde de senare åren i pyramidformationen på Chelsea hotels tak och dog 1983 i AIDS.